# SKS
La SKS es una carabina semiautomática, diseñada en 1945 por Serguéi Gavrílovich Símonov. En ruso, su nombre es Самозарядный карабин системы Симоновa, 1945 (Samozaryadny Karabín sistemy Símonova, 1945; carabina semiautomática, sistema de Símonov, 1945). También se lo conoce como SKS 45. Originalmente, la SKS y el AK-47 iban a reemplazar al fusil de cerrojo Mosin-Nagant, que había estado en servicio dentro del ejército ruso desde 1891. Con el aumento de la producción del AK-47, la SKS sale del servicio militar ruso, aunque todavía se usa para ceremonias militares. La SKS fue exportada y producida en varios países del Bloque del Este, y también a China, donde es llamada "Tipo 56" (y, en una forma modificada, "Tipo 68"). Actualmente es un arma para civiles muy popular en muchos países.
La carabina fue diseñada para usar munición 7,62 x 39 M1943, un cartucho de poder intermedio que después se usó en los fusiles del tipo AK.

## Especificaciones técnicas
La SKS usa un diseño convencional para una carabina, con culata de madera y sin pistolete. Muchas versiones tienen una bayoneta integrada que se pivota para fijarse, y algunas tienen bocachas lanzagranadas. Al igual que la Carabina M1 estadounidense, la SKS es más corta y menos poderosa que los fusiles semiautomáticos que la precedieron - por ejemplo, el SVT-40 soviético, el Gewehr 43 alemán y el M1 Garand estadounidense. Algunos dicen que la SKS es un fusil de asalto; al contrario, no lo es porque le faltan varios detalles que tienen los fusiles de asalto verdaderos (aunque hay versiones modernas más parecidas a un fusil de asalto). No tiene capacidad de seleccionar el modo de disparo (no puede disparar ráfagas) y el diseño original no tiene cargador extraíble. El cargador, que es fijo, tiene capacidad para diez cartuchos y se recarga con un peine o introduciendo los cartuchos de manera individual. Se pueden quitar los cartuchos del cargador presionando un pestillo delante del guardamonte. Esto abre el cargador por debajo y deja caer los cartuchos.

## Diseño
Una SKS estándar es semiautomática y tiene un cargador interno con capacidad de diez cartuchos. Se recarga con cartuchos individuales o usando un peine. Tiene operación mediante gases, un extractor con muelle y un pistón que funciona por presión del gas. Algunas versiones de la SKS han sido modificadas, con éxito limitado, para poder usar los cargadores extraíbles del AK-47. Norinco había fabricado las variantes SKS-M, SKS-D, y MC-5D que fueron diseñadas y hechas para poder usar cargadores AKM sin problemas (aunque la culata necesita modificaciones para poder usar cargadores de tambor).
Mientras que los primeros modelos soviéticos tenían percutores con muelle, la gran mayoría de las SKS tienen un percutor sin muelle. A causa de este diseño, hay que tener cuidado y limpiar esta área del arma (y aún más después de estar guardada largo tiempo) para asegurarse de que la punta del percutor no quede fuera del cerrojo. Si se queda fuera, puede causar un "slamfire" haciendo que dispare sin control, hasta que esté vacío el cargador. Esto es menos probable al utilizar municiones militares, que tienen un fulminante más duro y fueron las que originalmente usaba la SKS. Como cualquier fusil, el dueño debe cuidar de su arma. Para los aficionados, los "slamfires" tienen más probabilidad de pasar si queda grasa en el cerrojo y el percutor. El percutor debe estar seco, y debe hacer ruido al accionar el cerrojo. La SKS no requiere lubricación, pero si hay que usarla, debe ser una lubricación muy ligera. El percutor puede ser modificado para usar un muelle como los primeros modelos rusos al capricho del dueño.
La mayoría de las versiones (siendo una versión yugoslava la excepción más importante) tienen el ánima del cañón cromada para poder resistir las altas temperaturas y para protegerlo de la corrosión. Usar cañones cromados es muy común en los fusiles militares, aunque puede interferir con la puntería. Los modelos yugoslavos no tienen cromado porque Yugoslavia no tiene cromo. Todos los modelos de la SKS usados por algún ejército llevan una bayoneta plegable bajo del cañón que se abre y cierra con una bisagra y un muelle. Se puede montar y desmontar sin herramientas. La carabina tiene un equipo de limpieza en la culata y lleva la baqueta entre el cañón y la bayoneta (la bayoneta hace presión en la baqueta, y si la carabina va sin bayoneta la baqueta puede caer de su posición). Como muchas armas 
soviéticas, la SKS es muy dura, resistente, fácil de construir, usar y limpiar, pero no posee precisión a grandes distancias. La SKS tiene un cañón un poco más largo que el del AK-47, aprovechando de manera más eficiente los gases de la deflagración de la pólvora y otorgando al proyectil una mayor velocidad. En resumen, la SKS es un arma de diseño sencillo, resistente y fiable.
Para algunos, el alza de la SKS es demasiado chica para la puntería, aun con luz fuerte. Es muy fácil y popular cambiarla por un alza barata más útil. Otra modificación popular y aún más barata es pintar el punto de mira. Para otros, la culata es demasiado corta, aunque ésta también se puede cambiar por otra culata de cualquier material.

## Historia

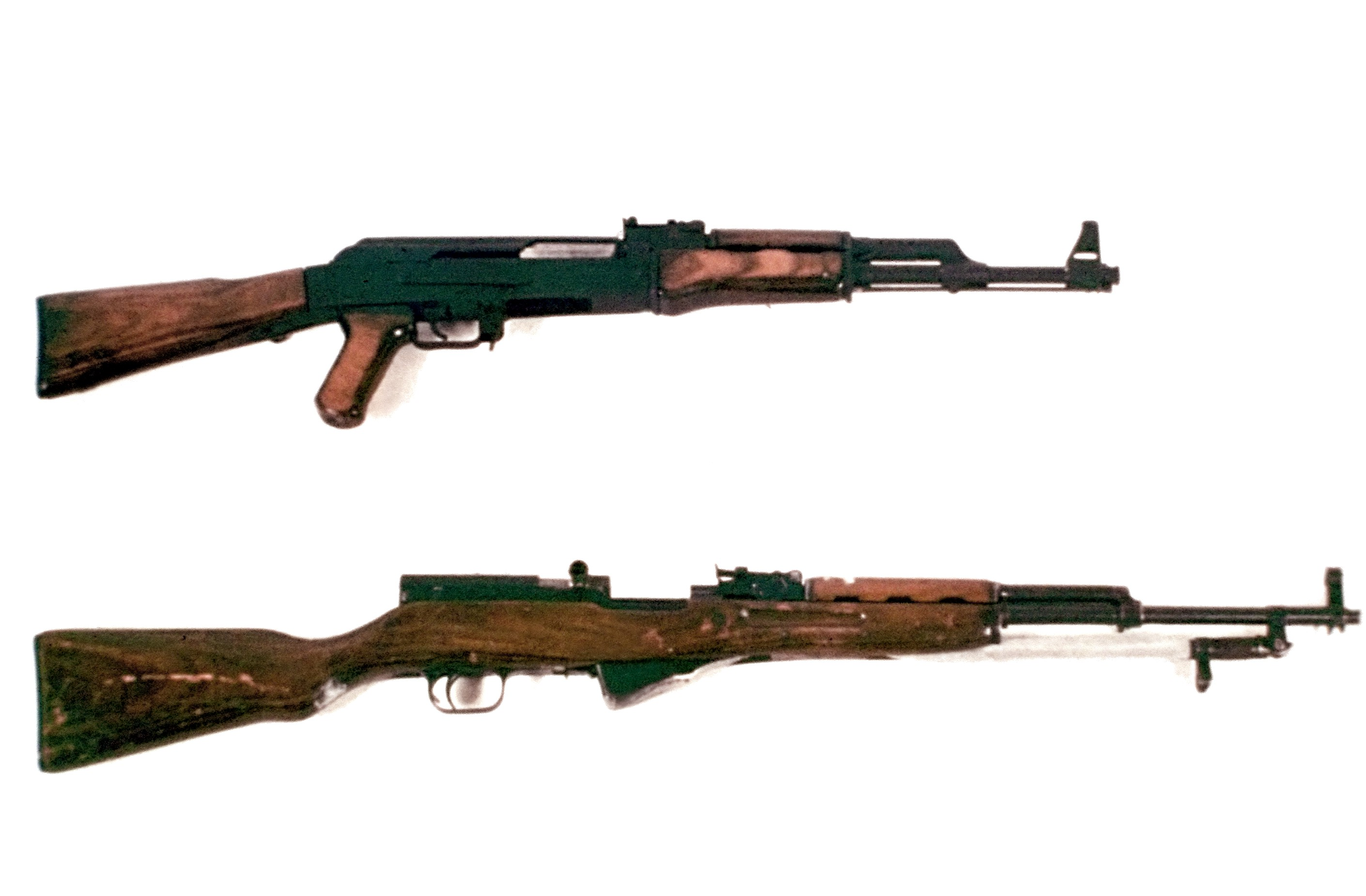
Un AK-47 y una SKS.

Durante la primera parte de la Segunda Guerra Mundial, se vio que los fusiles existentes, como el Mosin-Nagant, eran demasiado pesados, largos, y usaban cartuchos más poderosos que lo necesario. Estos cartuchos tenían un alcance de hasta 2 km, aunque la mayoría de combates ocurrían entre 100 m y 300 m. Tanto la Unión Soviética como Alemania se dieron cuenta de esto y diseñaron cartuchos nuevos de poder intermedio. Como resultado, los alemanes produjeron el Maschinenkarabiner, o carabina automática, que se convirtió en el Sturmgewehr 44, o fusil de asalto.
Los soviéticos produjeron una familia entera de armas por el nuevo cartucho 7,62 x 39 M1943. Entre éstas estaban una carabina de cerrojo manual (que no produjeron), un fusil de asalto (el famoso AK-47), una ametralladora ligera (la Degtyarov RPD), y una carabina semiautomática (la SKS).
En 1949, la SKS fue adoptada por el Ejército Soviético, producida en la fábrica Tula hasta 1955 y la fábrica Izhevsk hasta 1954. Mientras tanto, la producción del AK-47 creció a tal punto que la SKS pasó a ser un arma para las tropas de retaguardia. Siguió así hasta los años 80 o 90. Actualmente, la SKS se usa principalmente para ceremonias, y muy poco por las milicias.

## Servicio
Aunque la SKS solo fue utilizada por el Ejército Soviético por unos dos años, tuvo un papel importante en Corea y Vietnam, además de otras "guerras sucias". Muchos países dejaron de usar la SKS durante los años 60 y 70, aunque la policía y el ejército chino continuaron usándolo durante los años 90, y aun hoy hay variantes de uso ceremonial en desfiles. Muchas SKS se destruyeron en los 90, aunque existen fotografías y relatos de SKS usadas en Bosnia. También se utilizaron en algunas partes de África como Somalia y en el sureste de Asia durante los años 90 hasta hoy.
Durante la Guerra Fría, la Unión Soviética compartió el diseño y detalles de la construcción de la SKS con países aliados. Por esto, existen muchas versiones de la SKS. Algunas usan un cargador de 30 cartuchos del AK-47 (Tipos 63 y 68/72 hechas en China, también conocidas como "D" y "M"), controles del conducto del gas, miras para uso durante la noche, y bocachas lanzagranadas ( la yugoslava M59/66, y tal vez la Tipo 63 de Corea del Norte). En total, la SKS se fabricó en Rusia, China, Yugoslavia, Albania, Corea del Norte, Vietnam, y Alemania Oriental (Kar. S) con producción limitada en Rumania (Modelo 56) y Polonia (Wz49). Físicamente, todas son muy parecidas, aunque las bocachas lanzagranadas de las versiones yugoslavas, y la culata más larga de la versión albanesa son bastante características. Las primeras versiones de Rusia y China (Tipo 56) usaron una bayoneta de pincho, mientras que la mayoría usa una bayoneta de hoja. Muchas partes pequeñas, como las miras y mangos del cerrojo, son únicos para varios países. 
Las primeras pocas carabinas producidas en China durante 1955 y 1956 usaron partes y tecnología soviéticas. Es posible que varias carabinas yugoslavas M59/66 con culatas de teca se exportaran a Uruguay y Mozambique. La mayoría de las carabinas yugoslavas 
usan culatas de olmo, haya y nogal. También han sido vistas en conflictos en África, Afganistán e Irak.
Los países que usaron la SKS pero no recibieron derechos de fabricación incluyen Cuba, Afganistán, Congo, Indonesia, Irak, Laos, Líbano, Mongolia, Marruecos, Egipto (como la República Árabe Unida), Yemen del Sur, Cuba y Nicaragua.
La SKS también ha sido utilizada durante motines y revueltas. En Estados Unidos, varios tenderos coreanos usaron esta carabina para proteger sus tiendas durante los disturbios de Los Ángeles en 1992.

## Versiones

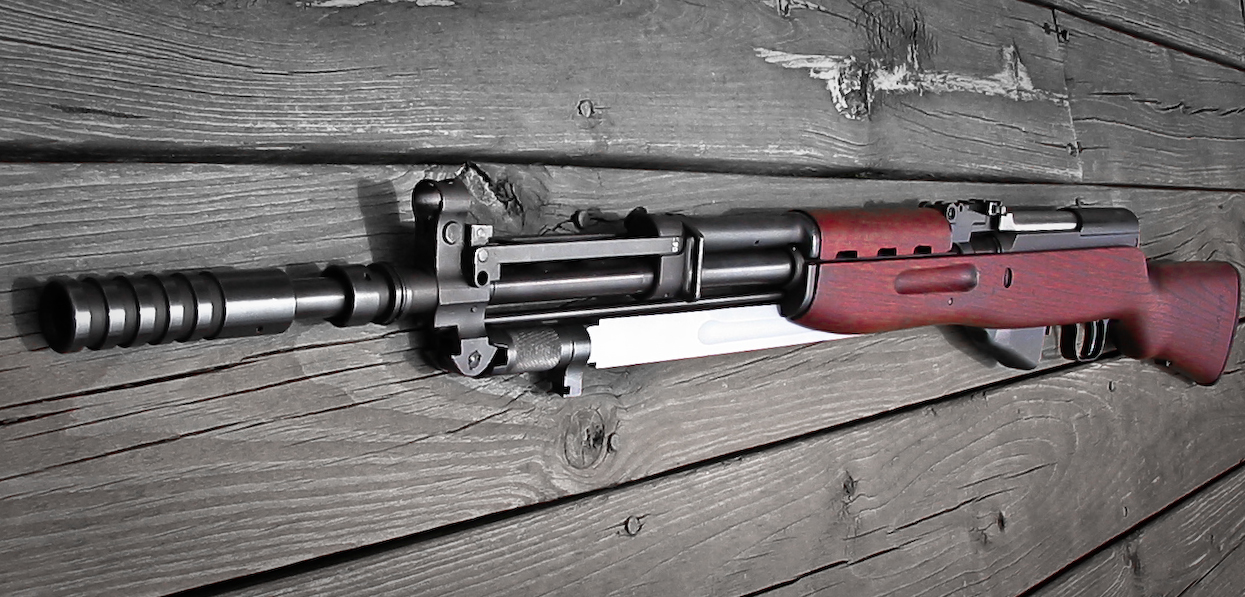
M59/66 yugoslava con bocacha lanzagranadas.

Después de la Segunda Guerra Mundial, el diseño de la SKS fue dado o vendido por la Unión Soviética a varios de sus aliados, incluyendo a China, Yugoslavia, Albania, Corea del Norte, Vietnam, Alemania Oriental, Rumania y Polonia. La mayoría de estos países produjeron versiones casi idénticas. Las modificaciones más comunes son diferentes tipos de bayoneta y las bocachas lanzagranadas de 22 mm usadas en las versiones yugoslavas.
Según reglas estrictas, todas las SKS son carabinas menos la M59/66, ya que la bocacha lanzagranadas le da una longitud de fusil.

## Diferencias del modelo "estándar" de la fábrica rusa en Tula
- Primeros modelos rusos (1949-1951): bayoneta de pincho, bloque de gas más cuadrado, percutor con muelle en los primeros modelos.
- Guardia de honor (rusa): partes metálicas cromadas, madera más clara.
- Tipo 56 china: varios cambios mínimos, partes estampadas, varios tipos de pestillos del cargador. Los chinos cambiaron el diseño continuamente durante la fabricación, y por esto hasta se pueden ver diferencias entre dos ejemplares hechos en la misma fábrica.
- Guardia de honor (china): la mayoría de partes metálicas son cromadas, pero no todas. No suele tener madera más clara como las de Rusia.
- Tipos 63, 68, 73, 81, 84 (China): cerrojo tipo AK-47 con cargador extraíble. El tipo 68 tiene partes estampadas. El 81 es una versión desarrollada del 68, con modalidad de ráfaga corta (tres balas). Algunas (Tipo 81-1) tienen una culata plegable. El Tipo 84 (llamado "de paracaidista") es una versión modificada para usar cargadores del AK-47, y tiene un cañón más corto de 16" (40 cm), aunque ningún paracaidista chino jamás usó esta carabina.
- producción comercial (china): madera más clara, bayoneta de pincho, el tornillo de la bayoneta se cambia por un remache. Otras variantes incluyen la M21, "Compañero de Vaquero", "Cazador", Modelos D/M, "Paracaidistas", "Francotirador" y "Sporter".
- Rumanía: casi igual a los últimos modelos rusos.
- M59 yugoslava: cañón sin ánima cromada.
- M59/66 yugoslava: Una M59 con la adición de bocacha lanzagranadas. El punto de mira tiene una "escalera" que se usa para el alza de la bocacha lanzagranadas.
- Armas Zastava LKP-66: versión para caza. Sin bayoneta, con culata sport, montajes para miras ópticas y cargador de siete cartuchos.
- "Fusil del 10 de julio" albanés: culata más larga, mango de cerrojo como el del AK-47.
- Karabiner -S germano-oriental: Sumamente escasa. Nunca fue exportada a Estados Unidos. Tiene una hendidura en la parte trasera de la culata para correa porta-fusil. No trae baqueta ni espacio para el equipo de limpieza.
- Tipo 63 nor-coreana: Sumamente escasa. Nunca fueron exportadas a Estados Unidos. Por lo menos tres modelos: un modelo "estándar" con bayoneta de hoja, un modelo con bocacha lanzagranadas desconectable, diferente del modelo yugoslavo, y un modelo con una bayoneta de diseño local.[3]
- Tipo 1 vietnamita: Sumamente escasa. Nunca fueron exportadas a Estados Unidos.
- Wz49 polaca: Sumamente escasa. Nunca fueron exportadas a Estados Unidos. Usadas por la guardia de honor polaca. Probablemente son de origen ruso, dadas a Polonia. Después, los polacos cambiaron la culata a una de producción local, sin espacio en la parte trasera para los utensilios de limpieza.

## Uso civil

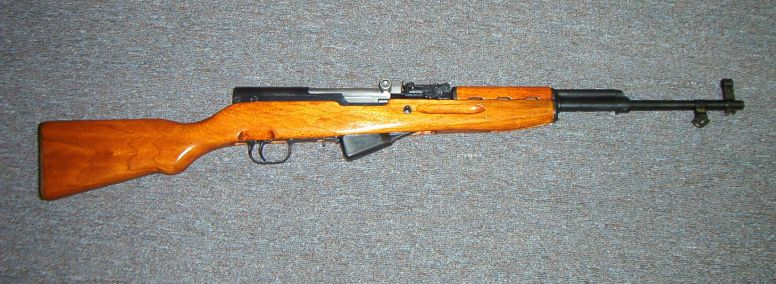
SKS china hecha para civiles.

La SKS es muy popular entre los civiles, especialmente en Estados Unidos, donde las carabinas cuestan entre $100-$500 dependiendo del modelo, historia, calidad, números disponibles, origen y lugar de la compra.
A veces dicen que el cartucho 7,62 x 39 es el equivalente del .30-30 Winchester. Sin embargo, el 7,62 es considerado en general inferior al 30-30 como cartucho de caza porque su bala es más ligera y su menor velocidad le da menos energía a las distancias típicas para cazar. Es una buena bala de caza, pero es más ligera que la del 30-30. Además, la SKS es un poco más pesada que la mayoría de los fusiles 30-30 de palanca. En su favor, los cartuchos para la SKS son muy baratos y se puede comprar un cajón de 1,000 cartuchos por cerca de $100, aunque estas balas son más efectivas para defensa que para cazar. El punto de mira se puede cambiar con una herramienta que se pueda comprar en muchos lugares. El gatillo de la SKS lo puede mejorar fácilmente cualquier armero, aunque hay que tener cuidado con mecanismos modificados por aficionados porque pueden causar "disparos accidentales". Se puede mejorar la puntería de la carabina con municiones de mayor calidad o usando cartuchos recargados a mano.
El cargador fijo de 10 cartuchos no es ningún problema para quienes viven en países y estados que prohíben cargadores de mayor capacidad, aunque existen modificaciones para poder usar cargadores de hasta 30 cartuchos (o aún más). En Canadá los fusiles y escopetas no pueden tener más de 5 cartuchos, aunque el M1 Garand semiautomático y el Lee-Enfield de cerrojo manual están exentos. Hay un debate sobre la calidad de las carabinas de cada país: las de Yugoslavia en general son consideradas mejores que las de China, aunque las de China tienen cañones cromados. Las de Alemania Oriental, Rusia, y Albania suelen ser más caras que las de otros países, siendo la albanesa la más rara por tener una culata más larga y porque la mitad de las 18.000 carabinas fueron destruidas por su país. La mayoría de las de Alemania Oriental han sido donadas/vendidas a Croacia en los años 90.
Una versión para caza todavía se fabrica por la Fábrica Zastava en Serbia. Se llama LKP 66, y tiene una culata tipo Montecarlo, un gatillo modificado, montajes para miras ópticas, y cargador de 7 cartuchos. También tiene un punto de mira modificado y no tiene bayoneta. No ha sido exportada a Estados Unidos.

### En inglés
- Carabina semiautomática SKS
- Simonov.net, una página no oficial
- Ohio Gun Collectors Association
- Sección de la SKS de SurplusRifles.com
- Un artículo sobre la SKS M59 de Yugoslavia
- Carbines for Collectors
- Diferencias y muchas fotos de la SKS en yooperj.com
- Un foro internet de la SKS
- Página de la Zastava LKP 66
- Seguridad y conocimiento de la SKS

- Datos: Q482594
- Multimedia: SKS / Q482594